# Charikar
Charikar (persiska: چاریکار, uttalas Chârikâr) är den största staden i Kohdamandalen och huvudstaden i Parwanprovinsen som ligger i östra Afghanistan. Charikar är även den fjortonde största staden i Afghanistan.